# SIMM
SIMM je zkratka z anglického Single Inline Memory Module a označuje jednoduchý modul sloužící k instalaci operační paměti (RAM) do počítače, případně jiného zařízení.
Modul byl používán v počítačích od počátku 80. let 20. století do počátku 21. století. Od svého nástupce DIMM, nejrozšířenější formy paměťového modulu od konce 90. let, se liší tím, že kontakty na SIMM jsou redundantní na obou stranách modulu.

## Smysl SIMM
Operační paměť PC je spojena s procesorem pomocí datové sběrnice. Tato sběrnice má danou datovou šířku – v případě PC, které využívaly SIMM moduly, to bylo až 32 bitů. Šířka datové sběrnice a připojené operační paměti by měla být stejná. Operační paměť je realizována pomocí paměťových čipů. Tyto čipy však mají různou datovou šířku (velmi často 1, 4 nebo 8 bitů). Pro připojení paměti k datové sběrnici je tedy potřeba velkého množství jednotlivých čipů a jejich jednotlivé osazení (například pomocí DIL socketů) by bylo nepraktické. Proto byly jednotlivé čipy připájeny na samostatný plošný spoj s danou datovou šířkou a standardním konektorem.

## Verze SIMM
- 30 pinová s datovou šířkou 8 bitů
- 72 pinová s datovou šířkou 32 bitů

## Externí odkazy

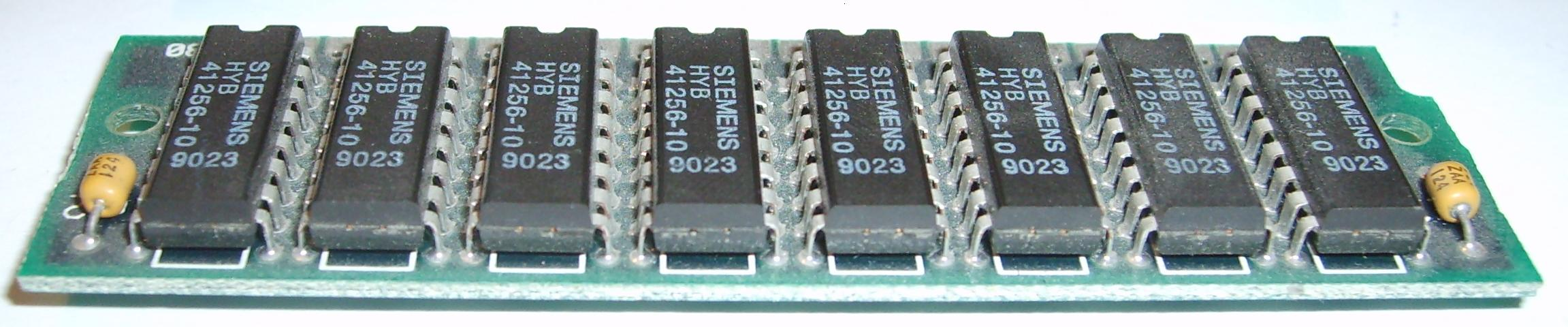
256 kB SIMM 30 pinová, Atari STE
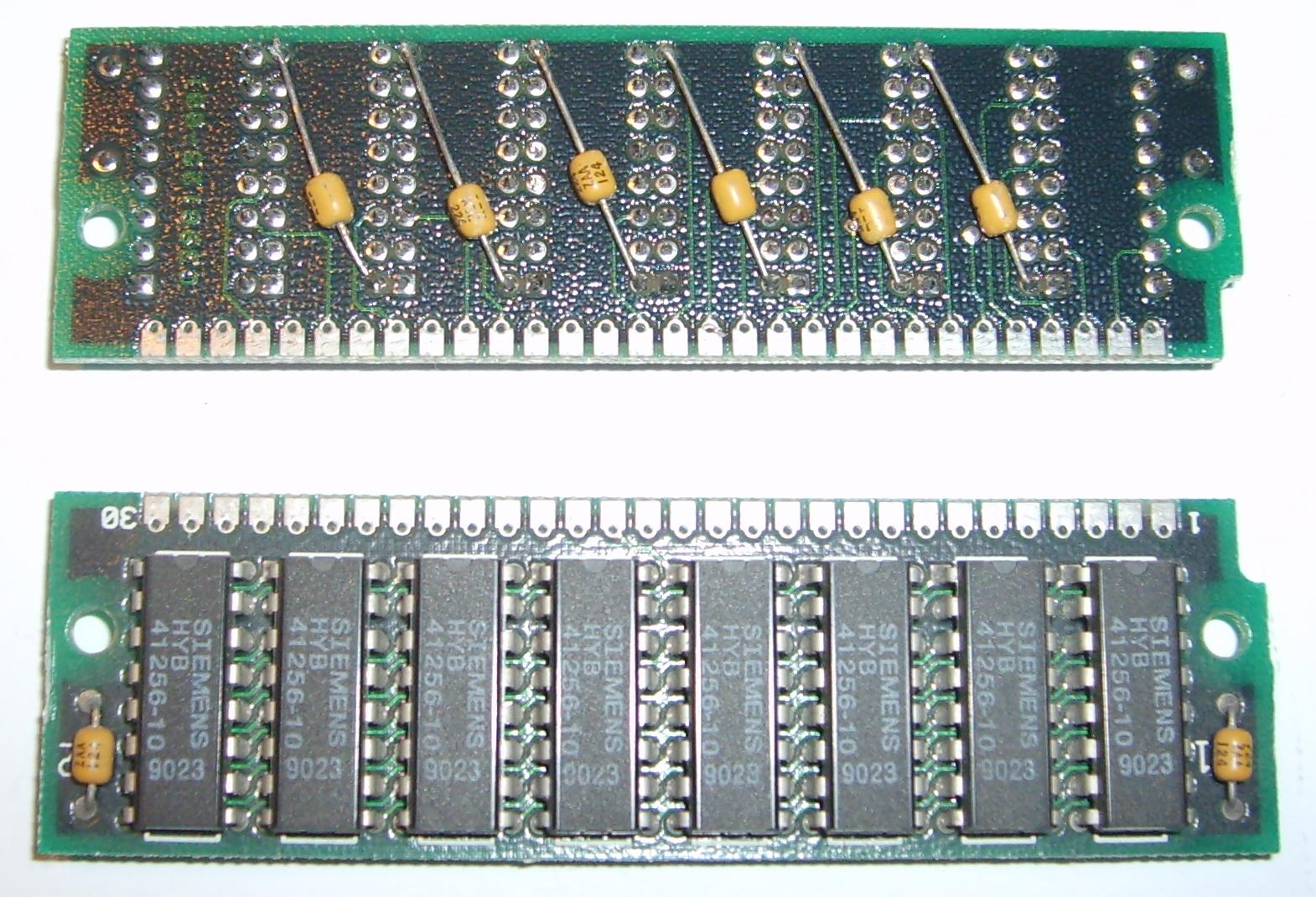
256 kB SIMM 30 pinová, Atari STE
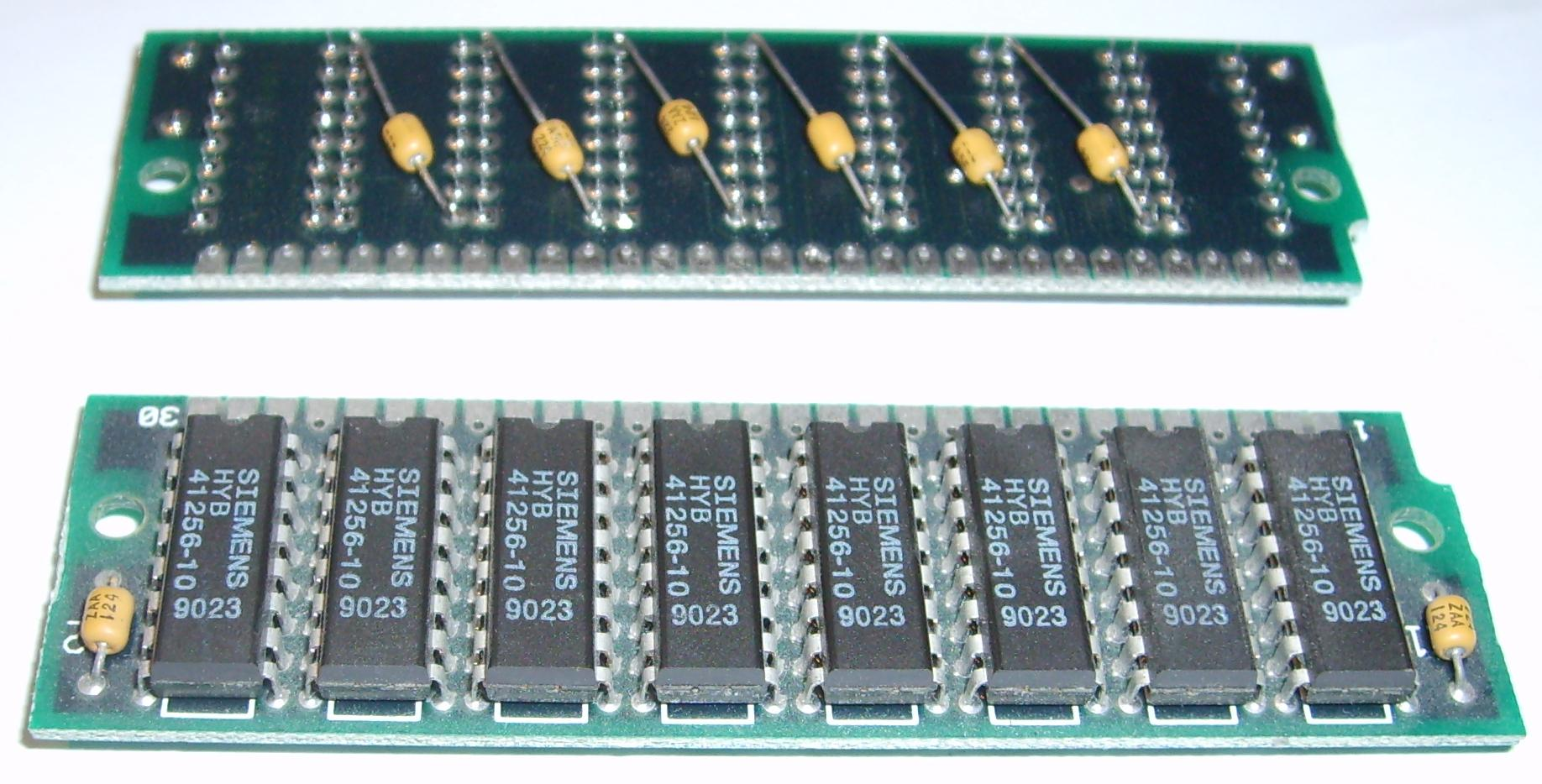
256 kB SIMM 30 pinová, Atari STE